# Regata
Regata je vrsta dirk s čolni. Izraz izhaja iz besede regata v beneškem jeziku, kar pomeni "tekmovanje" in navadno opisuje dirkalne prireditve na plovilih z vesli ali jadralnih plovilih, čeprav se nekatere serije dirk z gliserji imenujejo tudi regate. Regata pogosto vključuje družabne in promocijske dejavnosti, ki obkrožajo dirkaški dogodek, in razen v primeru prvenstva tipa čolna (ali "razreda") je običajno imenovana za mesto ali prizorišče, kjer se dogodek odvija. Čeprav so regate tipično amaterska tekmovanja, so običajno formalno strukturirani dogodki z obsežnimi pravili, ki opisujejo urnik in postopek prireditve. Regate so lahko organizirane kot prvenstva za določeno območje ali vrsto čolna, vendar se pogosto prirejajo samo zaradi veselja do tekmovanja, tovarištva in splošne promocije športa. Jadralne dirke običajno potekajo za en razred (en model čolna, kot je Islander 36) in običajno trajajo več kot en dan. Regate lahko gosti jahtni klub, jadralno združenje, mesto ali šola, kot v primeru regat Nacionalnega šolskega jadralnega združenja v Združenem kraljestvu in regat medšolskega jadralnega združenja (srednje šole) ali regate Intercollegiate Sailing Association (kolegij). Regata jadralskega kluba Società Velica di Barcola e Grignano je trenutno Guinnessova svetovna rekorderka kot "največja jadralna dirka" z 2.689 čolni in več kot 16.000 jadralci na štartni črti. [1] Trenutno je The Three Bridge Fiasco, ki ga je izvedlo Enostavno jadralsko društvo iz zaliva San Francisco z več kot 350 tekmovalci, največja dirka jadrnic v ZDA. Ena največjih in najbolj priljubljenih veslaških regat je Henley Royal Regatta na reki Temzi v Angliji. Ena največjih in najstarejših jadralskih regat na svetu je Cowes Week, ki ga vsako leto organizira Royal Yacht Squadron v mestu Cowes v Angliji in običajno privabi več kot 900 jadrnic. Pred Cowes Week-om prihajajo pokal Cumberland (1775), kraljevska regata Port of Dartmouth (1822) in regata Port of Plymouth (1823). Najstarejša regata Severne Amerike je kraljeva regata St. John, ki se vsako leto od leta 1818 odvija na jezeru Quidi Vidi v St. John'su na Novi Fundlandiji.

## Najstarejše jadralske regate
- 1775 - pokal Cumberland, ki ga organizira Royal Thames Yacht Club, Združeno kraljestvo
- 1777 - Regata Lough Ree, ki jo organizira Athlone Yacht Club, Irska.
- 1792 - Whitstable Regatta UK
- 1822 - Kraljeva regata pristanišča Dartmouth, Dartmouth, Združeno kraljestvo
- 1823 - Regata pristanišča Plymouth, Plymouth, Združeno kraljestvo
- 1826 - Cowes Week, otok Wight, Združeno kraljestvo
- 1828 - Kingstown Regatta, (danes preimenovana v Dun Laoghaire), Irska [2]
- 1828 - Royal Harwich Regatta, Harwich, Združeno kraljestvo
- 1834 - Regata Lough Derg, v Killaloe, Williamstown in Drumineer, Irska. [3]
- 1837 - Avstralska dnevna regata v Sydneyju, ki se vsako leto odvija od leta 1837, najdaljša tekma brez odmora
- 1838 - Regata Royal Hobart, Avstralija
- 1840 - Auckland Anniversary Regatta, Nova Zelandija
- 1844 - Royal Geelong Regatta / Audi Victoria Week, Royal Geelong Yacht Club, Avstralija
- 1845 - New York Yacht Club Regatta, ZDA
- 1849 - Pass Christian Regatta Club 21. julija 1849; sodelovalo je dvanajst čolnov. Prva regata na ameriški zalivski obali
- 1849 - Avstralska dnevna regata Sandy Bay Australia
- 1850 - Dirka na obalo, regata Southern Yacht Club. Najstarejša neprekinjena regata na zahodni polobli ZDA
- 1851 - Ameriški pokal, za katerega se običajno poteguje država trenutnega branilca / imetnika
- 1851 - Regata Port Esperance, Avstralija
- 1856 - Chester Race Week, [4] Nova Škotska, Kanada
- 1857 - regata Gorey, Jersey, Kanalski otoki
- 1882 - Kiel Week, Kiel, Nemčija
- 1885 - Regata Appledore & Instow, Severni Devon, Združeno kraljestvo
- 1886 - Torbajska kraljevska regata, Torbay, Združeno kraljestvo
- 1894 - Brodarski klub Britannia, Ottawa, Ontario, Kanada